# Martin Straka
Martin Straka (* 3. September 1972 in Pilsen, Tschechoslowakei) ist ein ehemaliger tschechischer Eishockeyspieler, der zuletzt für HC Skoda Plzeň in der tschechischen Extraliga spielte und deren General Manager und Mitbesitzer er ist. In Pilsen begann er auch seine Karriere, spielte jedoch später lange Zeit für zahlreiche Clubs in der nordamerikanischen National Hockey League (NHL). Seit 2017 ist er zudem Cheftrainer des Klubs.

## Karriere
Straka begann seine professionelle Karriere 1989 in seiner Heimatstadt beim HC Škoda Plzeň. Hier konnte er schon in jungen Jahren einen sehr starken Eindruck hinterlassen und so wählten ihn die Pittsburgh Penguins beim NHL Entry Draft 1992 in der ersten Runde an insgesamt 19. Stelle aus. Er wechselte sofort nach Nordamerika.
Die Saison 1992/93 begann er bei den Cleveland Lumberjacks in der IHL, konnte sich aber bei den Penguins durchsetzen und spielte die zweite Saisonhälfte in der NHL. Bei den Penguins spielte er auch mit seinem Landsmann Jaromír Jágr zusammen. Nach einer guten Saison 1993/94 folgte eine sehr wechselreiche Zeit für Straka. Die Saison 1994/95 begann durch einen Streik verspätet und Straka spielte so im Herbst 1994 wieder in seiner Heimat Plzeň. Als die Saison dann begann, war er wieder bei den Penguins, die ihn aber im Laufe der Saison gemeinsam mit Don Beaupre an die Ottawa Senators abgaben. Ottawa konnte sich mit ihrem Top-Draftpick Bryan Berard nicht einigen und tauschte ihn mit den New York Islanders gegen den zweiten im Draft, Wade Redden, und Damian Rhodes. Im Rahmen dieses Tauschgeschäftes musste Straka auch mit zu den Islanders. 22 Spiele bestritt er für die Isles, bevor er noch in derselben Saison an die Florida Panthers abgegeben wurde. In der nächsten Saison blieben ihm Wechsel erspart, er spielte jedoch eine wenig überzeugende Saison in Florida.

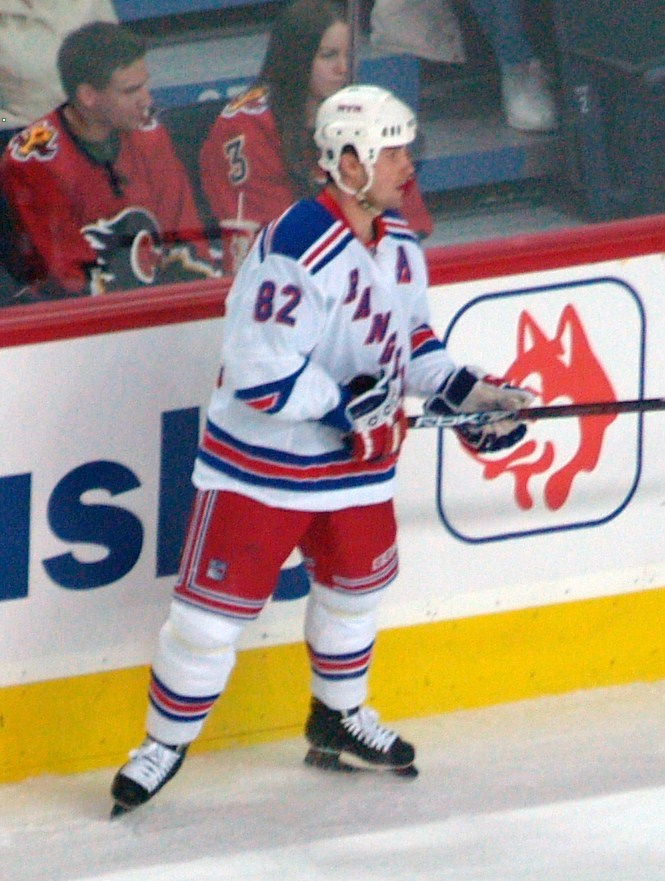
Straka im Trikot der New York Rangers

Sein Vertrag in Florida war ausgelaufen und so verpflichteten ihn die Pittsburgh Penguins als Free Agent. Wieder vereint mit Jaromír Jágr wurde auch seine Leistung besser. Er spielte mit der tschechischen Eishockeynationalmannschaft bei den Olympischen Winterspielen 1998 in Nagano und gewann dort die Goldmedaille. Er wurde auch für das NHL All-Star Game 1999 nominiert. In Pittsburgh steigerte er seine Bestleistung in der Saison 2000/01 auf 95 Punkte. Die folgende Saison wurde für ihn von einer Verletzung überschattet, die ihn früh in der Saison aus dem Rennen warf und ihn auch die Teilnahme an den Olympischen Spielen 2002 kostete. In der Saison 2003/04 gaben die Penguins ihn erneut ab. Er wechselte zu den Los Angeles Kings.
Es folgte die Streiksaison 2004/05, die er wieder in seiner Heimat beim HC Škoda Plzeň verbrachte.
Zur Saison 2005/06 folgte er wieder seinem Freund Jaromír Jágr und unterschrieb einen Vertrag bei den New York Rangers. Dort spielte er eine starke Saison. Gemeinsam mit Jágr spielte er auch für die tschechische Eishockeynationalmannschaft bei den Olympischen Spielen 2006 in Turin.
Zur Saison 2008/09 kehrte Straka zu seinem Stammverein HC Plzeň zurück, wo er neben dem Eis auch als General Manager fungierte. Seit 2011 ist er zudem einer der Eigentümer der Betreibergesellschaft der Profimannschaft – als alleinigem Aktionär des Unternehmens HC PLZEŇ Investment a.s. gehören ihm 70 % der Anteile an der Gesellschaft. Nach der Saison 2013/14 beendete er seine Spielerkarriere, blieb dem Klub aber als Manager und Teilhaber erhalten.

## Erfolge und Auszeichnungen
- 1992 Tschechoslowakischer Vizemeister mit der TJ Škoda Plzeň
- 1992 All-Star-Team der 1. Liga
- 1999 Teilnahme am 49. National Hockey League All-Star Game
- 2009 Spieler des Jahres der Extraliga
- 2009 Sympathie-Preis der Extraliga
- 2013 Tschechischer Meister mit dem HC Škoda Plzeň

### International
- 1990 Bronzemedaille bei der U18-Junioren-Europameisterschaft
- 1991 Bronzemedaille bei der U20-Junioren-Weltmeisterschaft
- 1998 Goldmedaille bei den Olympischen Winterspielen
- 2005 Goldmedaille bei der Weltmeisterschaft
- 2006 Bronzemedaille bei den Olympischen Winterspielen